# Wiesenburg
Wiesenburg/Mark est une commune allemande, située dans l'arrondissement de Potsdam-Mittelmark du land de Brandebourg.

## Géographie
La municipalité est située dans le sud-ouest du Brandebourg, à la frontière de l'État de Saxe-Anhalt. Elle se trouve à 11 km à l'ouest de Bad Belzig et à 46 km au sud-ouest de la ville de Brandebourg-sur-la-Havel. Le territoire fait partie du parc naturel du Hoher Fläming.

### Quartiers
La commune comprend 14 villages pour une population d'environ 4 200 habitants : 
- Benken (118 habitants[1]) ;
- Grubo et son hameau de Welsigke (185 habitants) ;
- Jeserig (235 habitants) ;
- Jeserigerhütten (136 habitants) ;
- Klepzig (139 habitants) ;
- Lehnsdorf, jusqu'au 20 octobre 1937 Lotzschke (114 habitants) ;
- Medewitz et le hameau de Medewitzerhütten (523 habitants) ;
- Mützdorf (91 habitants) ;
- Neuehütten (174 habitants) ;
- Reetz (602 habitants) ;
- Reetzerhütten (249 habitants) ;
- Reppinichen (355 habitants) ;
- Schlamau et ses hameaux Arensnest et Schmerwitz (461 habitants) ;
- Wiesenburg avec ses hameaux Wiesenburg-Bahnhof, Spring et Setzsteig (1 300 habitants).

### Transports
La gare de Wiesenburg est reliée à la ligne de Berlin à Blankenheim  avec un embranchement vers Roßlau. Elle est desservie par les trains Regional-Express reliant Dessau et Senftenberg.

## Histoire

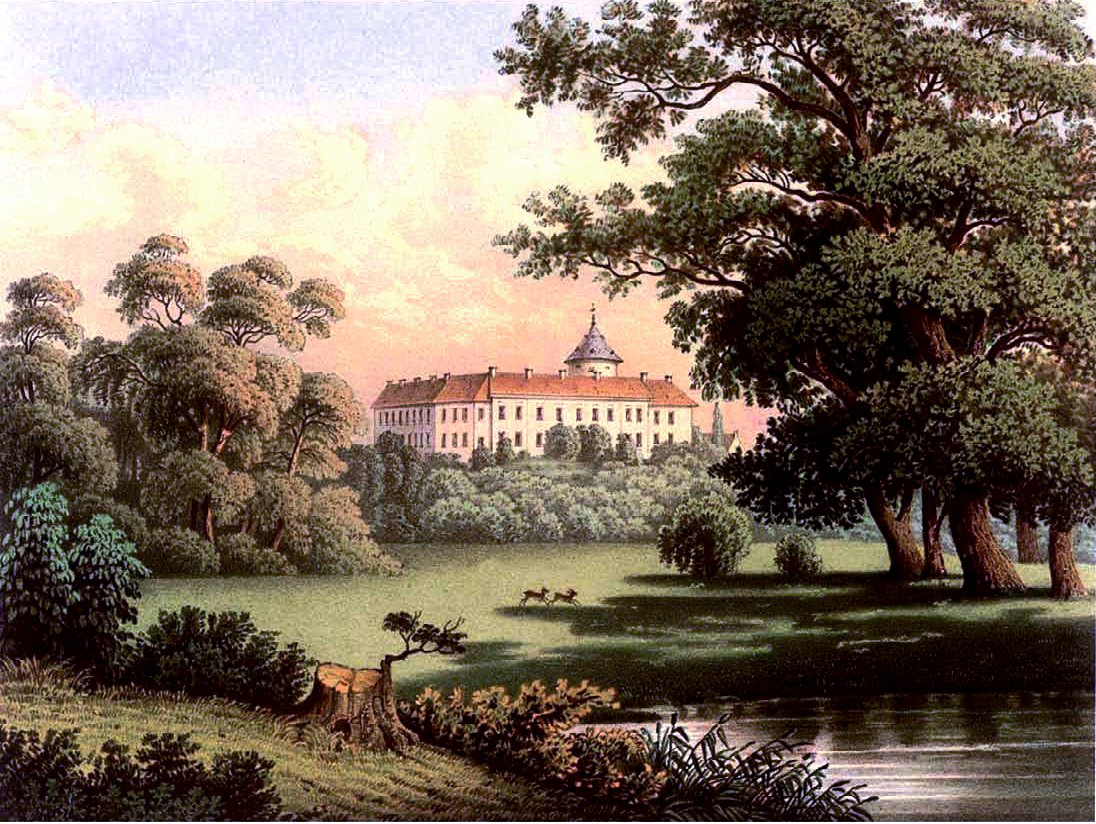
Château de Wiesenburg, collection Alexander Duncker, XIXe siècle

Le château de Wiesenburg, construit à l'initiative du margrave Albert l’Ours, est mentionné pour la première fois dans un document datant de l'an 1161, rédigé par Wilmar, évêque de Brandebourg. À partir de 1180, le domaine faisait partie des possessions du duc Bernard III de Saxe, membre de la maison d'Ascanie. Vers la fin du Moyen Âge, le château sert à assurer les droits des ducs de Saxe-Wittemberg et des électeurs de Saxe dans le Flamain à l'égard des margraves de Brandebourg et des princes-archevêques de Magdebourg.
Après la capitulation de Wittemberg, en 1547, le territoire de l'ancien Saxe-Wittemberg passe à la branche albertine de la maison de Wettin. Ravagé par la guerre de Trente Ans, la reconstruction de Wiesenburg dura plusieurs décennies. À la suite de la défaite du royaume de Saxe dans les guerres napoléoniennes, la région par résolution du congrès de Vienne en 1815 fut attribuée au royaume de Prusse et incorporée dans l'arrondissement de Zauch-Belzig au sein de la province de Brandebourg.

## Démographie
| Année | Population |
| ----- | ---------- |
| 1875  | 5 868      |
| 1890  | 6 026      |
| 1910  | 6 084      |
| 1925  | 5 915      |
| 1933  | 5 749      |
| 1939  | 5 845      |
| 1946  | 8 761      |
| 1950  | 8 519      |
| 1964  | 7 146      |
| 1971  | 6 691      |

| Année | Population |
| ----- | ---------- |
| 1981  | 6 190      |
| 1985  | 6 071      |
| 1989  | 5 794      |
| 1990  | 5 685      |
| 1991  | 5 582      |
| 1992  | 5 662      |
| 1993  | 5 601      |
| 1994  | 5 600      |
| 1995  | 5 594      |
| 1996  | 5 570      |

| Année | Population |
| ----- | ---------- |
| 1997  | 5 564      |
| 1998  | 5 474      |
| 1999  | 5 453      |
| 2000  | 5 435      |
| 2001  | 5 332      |
| 2002  | 5 459      |
| 2003  | 5 420      |
| 2004  | 5 311      |
| 2005  | 5 181      |
| 2006  | 5 086      |

| Année | Population |
| ----- | ---------- |
| 2007  | 5 050      |
| 2008  | 4 935      |
| 2009  | 4 817      |
| 2010  | 4 708      |
| 2011  | 4 594      |
| 2012  | 4 519      |
| 2013  | 4 461      |
| 2014  | 4 413      |
| 2015  | 4 420      |
| 2016  | 4 302      |

| Année | Population |
| ----- | ---------- |
| 2017  | 4 271      |
| 2018  | 4 295      |
| 2019  | 4 247      |
| 2020  | 4 242      |

## Tourisme

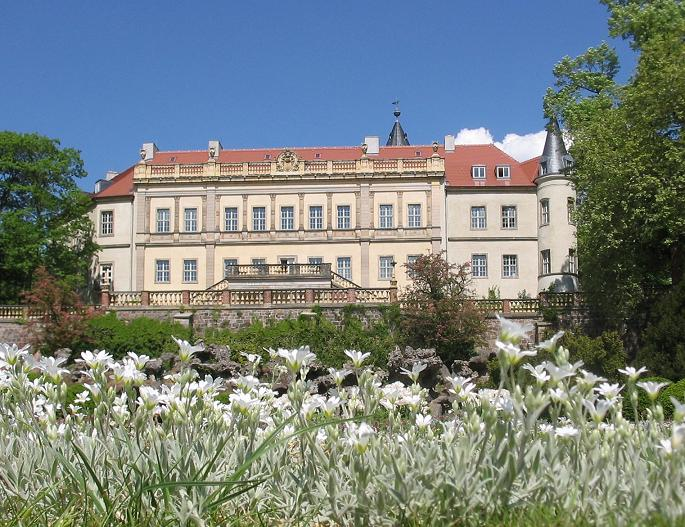
Façade du château de Wiesenburg donnant sur le parc

La commune est riche de plusieurs sites ou monuments dignes d'intérêt :
- Château de Wiesenburg: une tour date du Moyen Âge et les bâtiments des XVIIe, XVIIIe et XIXe siècles. Son parc de 123 ha est protégé.

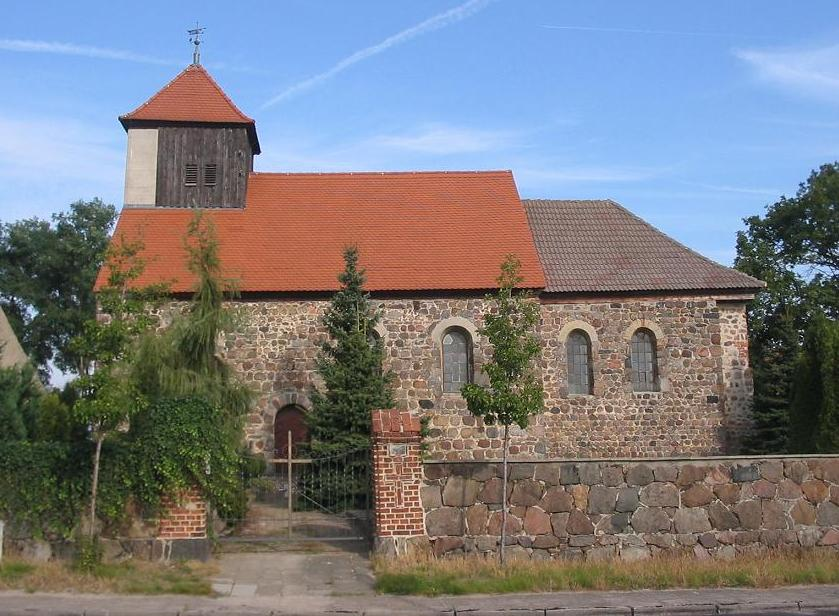
Église luthérienne-évangélique de Wiesenburg, XIIIe siècle, intérieur baroque et clocher néogothique
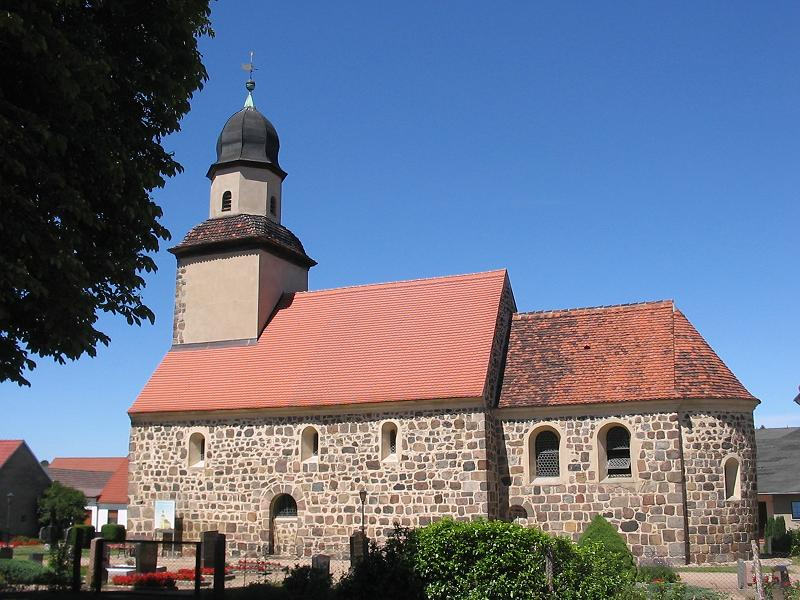
Vue de l'église de Grubo, XIIIe siècle
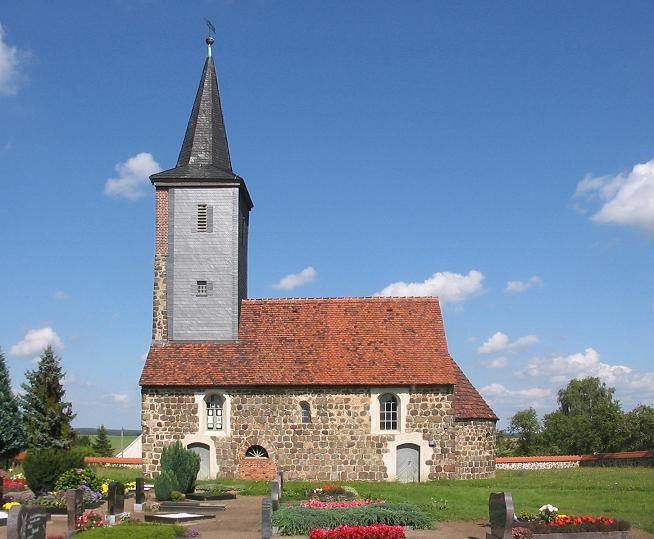
Vue de l'église de Lehnsdorf, XIIIe siècle
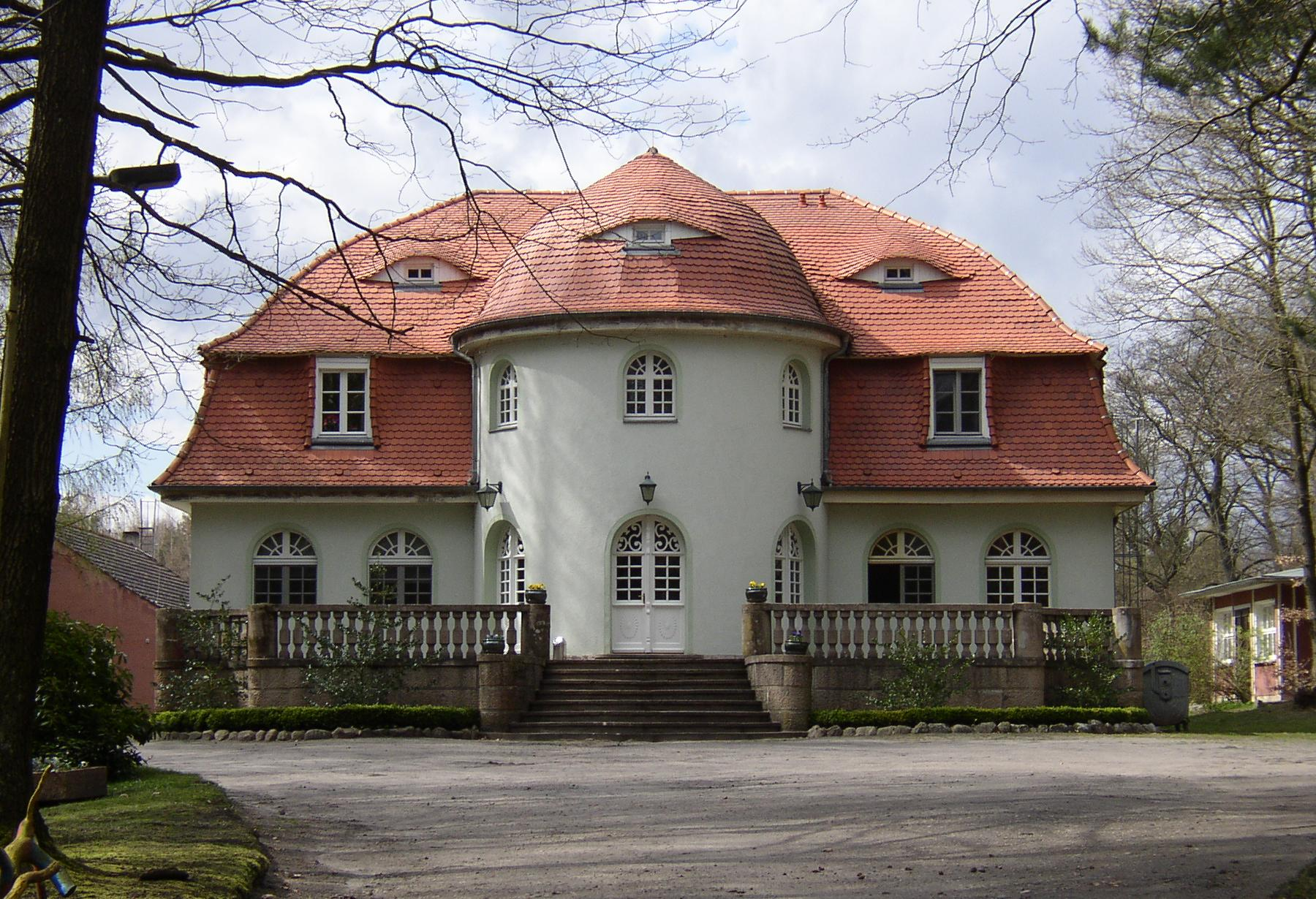
Vue du rendez-vous de chasse de Medewitzerhütten, XVIIIe siècle
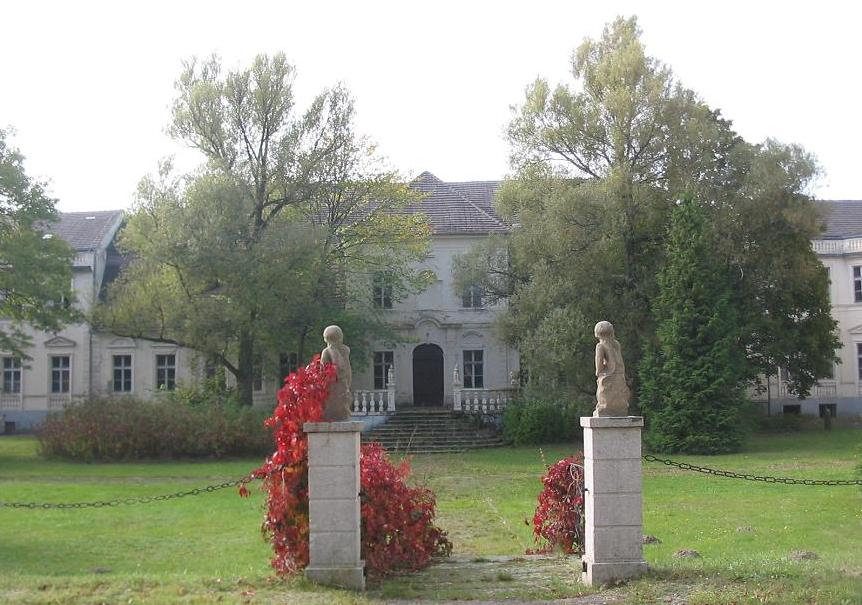
Vue du château de Schmerwitz, XVIIIe siècle
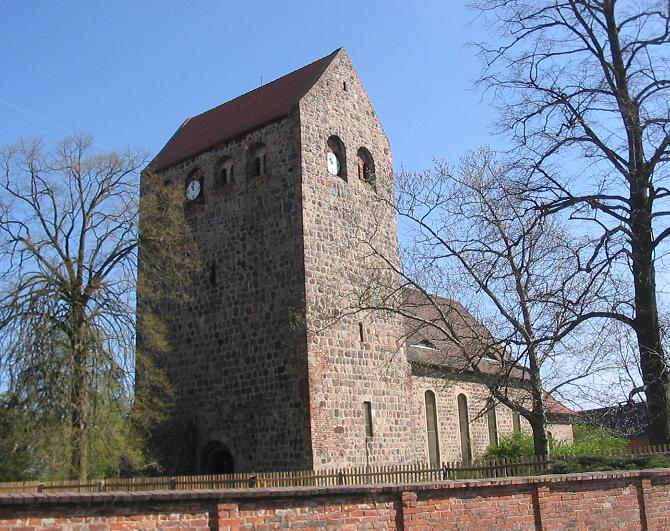
Vue de l'église de Reetz, XIIIe siècle

- Églises en pierres de grès de Jeserig, Grubo, Klepzig, Lehnsdorf, Reetz
- Château de Schmerwitz
- Parc naturel du Hoher Fläming

Il y a un marché aux fleurs en mai, la fête du parc du château de Wiesenburg en août avec feu d'artifice et les nuits de septembre.